# Kurt Warnekros
Kurt Warnekros (* 15. November 1882 in Neustrelitz; † 30. September 1949 in Paris) war ein deutscher Gynäkologe. Er war langjähriger Leiter der Frauenklinik in Dresden und führte 1930 eine der ersten geschlechtsangleichenden Operationen durch.

## Leben und Wirken
Als Sohn des späteren Medizinprofessors Ludwig Warnekros an der Berliner Universität studierte Warnekros von 1902 bis 1907 Medizin in Würzburg und Berlin. 1908 erhielt er die ärztliche Approbation. Ab 1909 war er an der Frauenklinik der Universität Berlin tätig, an der er sich auch 1914 habilitierte. 1918 wurde Warnekros zum Professor ernannt und übernahm 1924 kommissarisch die Leitung der Klinik. Neben der Tätigkeit als Frauenarzt und Geburtshelfer arbeitete Warnekros gemeinsam mit seiner Schwester, einer ausgebildeten Röntgenassistentin, auch wissenschaftlich auf dem Gebiet der Röntgenstrahlung. So gab er ein viel beachtetes Buch mit Röntgenaufnahmen von Babys im Mutterleib heraus.
1925 übernahm er die Leitung der Frauenklinik des Stadtkrankenhauses Dresden-Johannstadt. Als erfolgreicher Geburtshelfer konnte er bald eine große Anzahl prominenter Patientinnen aufweisen, so unter anderem Prinzessin Ileana von Rumänien, eine Tochter König Ferdinands I. von Rumänien, oder die Frau des sowjetischen Außenministers Maxim Litwinow.
1930 machte Warnekros Schlagzeilen, als er eine der ersten geschlechtsangleichenden Operationen durchführte. Die Patientin Lili Elbe war zuvor unter dem Namen Einar Wegener als Landschafts- und Architekturmaler bekannt und wurde sowohl mit männlichen als auch mit weiblichen Organen geboren. Nach der Transplantation von Eierstöcken sollte in einer vierten Operation eine Uterustransplantation durchgeführt werden. Einige Monate danach im Jahr 1931 kam es zu Komplikationen, wahrscheinlich auf Grund von Transplantatabstoßung, an denen Lili Elbe verstarb. Erst über 80 Jahre später wurde diese Operation weltweit erstmals erfolgreich durchgeführt.
Im Dezember 1931 schlug das Professorenkollegium der Medizinischen Fakultät der Deutschen Universität Prag Kurt Warnekros als Nachfolger von Prof. Weibl vor.
1933 wurde Warnekros NSDAP-Mitglied. Dennoch wurden gegen ihn 1936 Ermittlungen als „Judengünstling“ eingeleitet, der die Frauenklinik nicht hinreichend im Sinne des Nationalsozialismus leiten würde. Er hatte nämlich vor 1933 auch Marie-Anne von Goldschmidt-Rothschild, Tochter des deutschen Industriellen Fritz von Friedlaender-Fuld und Angehörige der bekannten Familie Rothschild, behandelt; ebenso nahm er auch weiterhin jüdische Patientinnen an. Da Warnekros auch die Frau des sächsischen NSDAP-Gauleiters Martin Mutschmann behandelte, wurden die Ermittlungen bald wieder eingestellt. Bis 1944 behandelte er weiter jüdische Patientinnen. Daneben wurden allerdings auch unter Warnekros an der Frauenklinik in Johannstadt Zwangssterilisationen durchgeführt.
1944 half Warnekros Eva Olbricht, der Frau von Friedrich Olbricht, einem der Mitverschwörer des Attentats vom 20. Juli 1944, auf ihrer Flucht vor der Sippenhaft der Nazis.

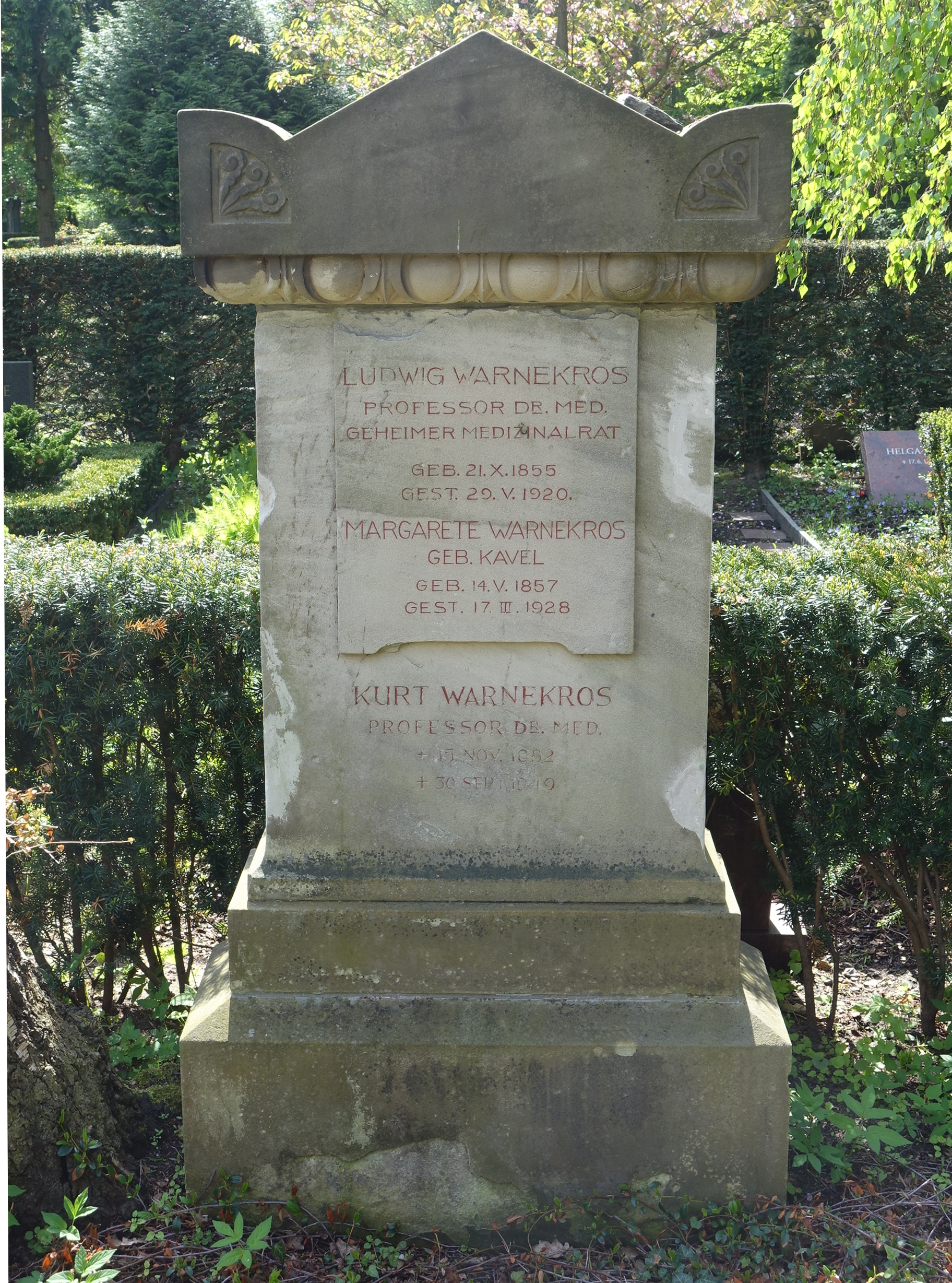
Familiengrab

Die Luftangriffe auf Dresden am 13. und 14. Februar 1945 zerstörten auch die Frauenklinik, viele von Warnekros’ Patientinnen kamen ums Leben. Warnekros sorgte für den Transport der Überlebenden nach Kreischa, wohin die Frauenklinik evakuiert wurde. Bis 1948 behielt Warnekros die Leitung der Frauenklinik, operierte aber zuletzt aus Krankheitsgründen nicht mehr selber. Kurz vor seinem Tod zog er auf Einladung der Baronin von Goldschmidt-Rothschild nach Paris.
Warnekros wurde 1949 zunächst auf dem Cimetière du Père-Lachaise beigesetzt. 1954 wurde seine Urne in das Familiengrab auf dem Friedhof Grunewald im Berliner Ortsteil Halensee überführt.

## Sonstiges
Im 2015 gedrehten Film The Danish Girl über die Lebensgeschichte von Lili Elbe wird Warnekros von dem deutschen Schauspieler Sebastian Koch verkörpert.

## Werke
- Ueber die Funktion des M. constrictor pharyngis sup. bei der Sprache unter normalen und pathologischen Verhältnissen.- Berlin, 1908
- Der Wert prophylaktischer Bestrahlungen nach Carzinomoperationen und die Erfolge der Rezidivbehandlung mittels Röntgenlicht und Radium. In: Münchener medizinische Wochenschrift. 27 und 28, 1917.[13]
- Die Beseitigung der Röntgengase durch Absaugeentlüftung. In: Münchener medizinische Wochenschrift. Nr. 50, 1917.[14]
- Schwangerschaft und Geburt im Röntgenbild. – München, 1917
- Carcinombehandlung mit höchstgespannten Strömen (über 200000 Volt). In: Münchener medizinische Wochenschrift. Nr. 32, 1919.[15]
- Geburt und Nachgeburtsperiode im Röntgenbilde. – München: Bergmann, 1925
- Ernst Bumm. – München: Lehmann, 1925
- Ernst Bumm (mit Kurt Warnekros): Operative Gynäkologie. Band 1. J. F. Bergmann, München 1926.